# Eupogonius fuscovitatus
Eupogonius fuscovitatus es una especie de escarabajo longicornio del género Eupogonius, tribu Desmiphorini, subfamilia Lamiinae. Fue descrita científicamente por Breuning en 1974.

## Descripción
Mide 6 milímetros de longitud.

## Distribución
Se distribuye por Guatemala.